# Ikongwe
Ikongwe – wieś w Botswanie w dystrykcie Central. Według spisu ludności z 2011 roku wieś liczyła 533 mieszkańców.